# 69. Kongress der Vereinigten Staaten
Der 69. Kongress der Vereinigten Staaten, bestehend aus dem Repräsentantenhaus und dem Senat, war die Legislative der Vereinigten Staaten. Seine Legislaturperiode dauerte vom 4. März 1925 bis zum 4. März 1927. Alle Abgeordneten des Repräsentantenhauses sowie ein Drittel der Senatoren (Klasse II) waren im November 1924 bzw. im September im Bundesstaat Maine bei den Kongresswahlen gewählt worden. Dabei ergab sich in beiden Kammern eine Mehrheit für die Republikanische Partei die mit Calvin Coolidge auch den Präsidenten stellte. Der Demokratischen Partei blieb nur die Rolle in der Opposition. Während der Legislaturperiode gab es einige Rücktritte und Todesfälle, die aber an den Mehrheitsverhältnissen nichts änderten. Der Kongress tagte in der amerikanischen Bundeshauptstadt Washington, D.C. Die Vereinigten Staaten bestanden damals aus 48 Bundesstaaten. Die Sitzverteilung im Repräsentantenhaus basierte auf der Volkszählung von 1910. (Wegen fehlender politischer Mehrheiten wurde die eigentliche Anpassung nach den Zahlen der Volkszählung von 1920 nicht vorgenommen. Die nächste Anpassung erfolgte erst im Jahr 1933 mit den Daten der Volkszählung von 1930).

## Wichtige Ereignisse
- 4. März 1925: Beginn der Legislaturperiode des 69. Kongresses. Gleichzeitig wird Calvin Coolidge in seine zweite und erste vollständige Amtszeit als US-Präsident eingeführt.
- 10. Juli 1925: Im US-Bundesstaat Tennessee beginnt der mit Spannung verfolgte Scopes-Prozess (auch „Monkey-Trial“) gegen den Lehrer John Thomas Scopes, der entgegen den bestehenden Gesetzen des Staates Tennessee an öffentlichen Schulen nicht die vorgeschriebene biblische Schöpfungslehre, sondern die Evolutionstheorie unterrichtet hat. Er wird am 21. Juli zu einem Bußgeld von 100 Dollar verurteilt.
- August 1925: Uraufführung des Films The Gold Rush von Charlie Chaplin im Strand Theatre, New York
- 21. November 1925: Der zwischen New York City und Floridas Ostküste pendelnde Luxuszug Orange Blossom Special verkehrt erstmals nach Fahrplan.
- 16. März 1926: Erster Start einer Flüssigkeitsrakete von Robert Goddard in den USA
- November 1926: Bei den Kongresswahlen verteidigen die Republikaner ihre Mehrheit in beiden Kammern.
- 15. November 1926: Die National Broadcasting Company (NBC) nimmt den Sendebetrieb in den Vereinigten Staaten mit Radioprogrammen auf.

## Die wichtigsten Gesetze
In den Sitzungsperioden des 69. Kongresses wurden unter anderem folgende Bundesgesetze verabschiedet (siehe auch: Gesetzgebungsverfahren):
- 26. Februar 1926: Revenue Act of 1926
- 12. April 1926: Timber Exportation Act of 1926
- 8. Mai 1926: Federal Interpleader Act of 1926
- 20. Mai 1926: Air Commerce Act
- 20. Mai 1926: Federal Black Bass Act of 1926
- 20. Mai 1926: Railway Labor Act
- 25. Mai 1926: Omnibus Adjustment Act of 1926
- 25. Mai 1926: Public Buildings Act of 1926
- 26. Mai 1926: Shenandoah National Park Act of 1926 siehe auch Shenandoah-Nationalpark
- 3. Juni 1926: Subsistence Expense Act of 1926
- 14. Juni 1926: Recreation and Public Purposes Act
- 15. Juni 1926: Limitation of National Forest Designation Act
- 2. Juli 1926: Cooperative Marketing Act
- 3. Juli 1926: Walsh Act
- 3. Juli 1926: Passport Act of 1926
- 21. Januar 1927: River and Harbors Act of 1927
- 23. Februar 1927: Radio Act of 1927
- 25. Februar 1927: McFadden Act
- 3. März 1927: Foreign and Domestic Commerce Act of 1927
- 3. März 1927: Produce Agency Act of 1927
- 4. März 1927: Mayfield-Newton Act

## Zusammensetzung nach Parteien

### Senat
- Demokratische Partei: 41
- Republikanische Partei: 54 (Mehrheit)
- Sonstige: 1

Gesamt: 96

### Repräsentantenhaus
- Demokratische Partei: 183
- Republikanische Partei: 247 (Mehrheit)
- Sonstige: 5

Gesamt: 435
Außerdem gab es noch fünf nicht stimmberechtigte Kongressdelegierte.

## Amtsträger

### Senat
- Präsident des Senats: Charles Gates Dawes (R)
- Präsident pro tempore: George H. Moses (R)

#### Führung der Mehrheitspartei
- Mehrheitsführer: Charles Curtis (R)
- Mehrheitswhip: Wesley Livsey Jones (R)

#### Führung der Minderheitspartei
- Minderheitsführer: Joseph Taylor Robinson (D)
- Minderheitswhip: Peter G. Gerry (D)

### Repräsentantenhaus
- Sprecher des Repräsentantenhauses: Nicholas Longworth (R)

#### Führung der Mehrheitspartei
- Mehrheitsführer: John Q. Tilson (R)

#### Führung der Minderheitspartei
- Minderheitsführer: Finis J. Garrett (D)

## Senatsmitglieder
Im 69. Kongress vertraten folgende Senatoren ihre jeweiligen Bundesstaaten:
| Alabama - 2. James Thomas Heflin (D) - 3. Oscar Underwood (D) Arizona - 1. Henry F. Ashurst (D) - 3. Ralph H. Cameron (R) Arkansas - 2. Joseph Taylor Robinson (D) - 3. Thaddeus H. Caraway (D) Kalifornien - 1. Hiram Johnson (R) - 3. Samuel M. Shortridge (R) Colorado - 2. Lawrence C. Phipps (R) - 3. Rice W. Means (R) Connecticut - 1. George P. McLean (R) - 3. Hiram Bingham (R) Delaware - 1. Thomas F. Bayard Jr. (D) - 2. T. Coleman du Pont (R) Florida - 1. Park Trammell (D) - 3. Duncan U. Fletcher (D) Georgia - 2. William J. Harris (D) - 3. Walter F. George (D) Idaho - 2. William Borah (R) - 3. Frank Gooding (R) Illinois - 2. Charles S. Deneen (R) - 3. William B. McKinley (R) bis zum 7. Dezember 1926 - Frank L. Smith (R) wurde im Senat aber nicht zugelassen (siehe Artikel) Indiana - 1. Samuel Ralston (D) bis zum 14. Oktober 1925 - Arthur Raymond Robinson (R) ab dem 20. Oktober 1925 - 3. James Eli Watson (R) Iowa - 2. Smith W. Brookhart (R) bis zum 12. April 1926 - Daniel F. Steck (D) ab dem 12. April 1926 - 3. Albert B. Cummins (R) bis zum 30. Juli 1926 - David W. Stewart (R) ab dem 7. August 1926 Kansas - 2. Arthur Capper (R) - 3. Charles Curtis (R) Kentucky - 2. Frederic M. Sackett (R) - 3. Richard P. Ernst (R) Louisiana - 2. Joseph E. Ransdell (D) - 3. Edwin S. Broussard (D) Maine - 1. Frederick Hale (R) - 2. Bert M. Fernald (R) bis zum 23. August 1926 - Arthur R. Gould (R) ab dem 30. November 1926 Maryland - 1. William Cabell Bruce (D) - 3. Ovington Weller (R) Massachusetts - 1. William M. Butler (R) bis zum 6. Dezember 1926 - David I. Walsh (D) ab dem 6. Dezember 1926 - 2. Frederick H. Gillett (R) Michigan - 1. Woodbridge Nathan Ferris (D) - 2. James J. Couzens (R) Minnesota - 1. Henrik Shipstead (Farmer Labor Party) - 2. Thomas David Schall (R) Mississippi - 1. Hubert D. Stephens (D) - 2. Pat Harrison (D) Missouri - 1. James A. Reed (D) - 3. Selden P. Spencer (R) bis zum 16. Mai 1925 - George Howard Williams (R) vom 25. Mai 1925 bis zum 6. Dezember 1926 - Harry B. Hawes (D) ab dem 6. Dezember 1926 | Montana - 1. Burton K. Wheeler (D) - 2. Thomas J. Walsh (D) Nebraska - 1. Robert B. Howell (R) - 2. George W. Norris (R) Nevada - 1. Key Pittman (D) - 3. Tasker Oddie (R) New Hampshire - 2. Henry W. Keyes (R) - 3. George H. Moses (R) New Jersey - 1. Edward I. Edwards (D) - 2. Walter Evans Edge (R) New Mexico - 1. Andrieus A. Jones (D) - 2. Sam G. Bratton (D) New York - 1. Royal S. Copeland (D) - 3. James W. Wadsworth Jr. (R) North Carolina - 2. Furnifold McLendel Simmons (D) - 3. Lee Slater Overman (D) North Dakota - 1. Lynn Frazier (R) - 3. Edwin F. Ladd (R) bis zum 22. Juni 1925 - Gerald Nye (R) ab dem 14. November 1925 Ohio - 1. Simeon D. Fess (R) - 3. Frank B. Willis (R) Oklahoma - 2. William B. Pine (R) - 3. John W. Harreld (R) Oregon - 2. Charles L. McNary (R) - 3. Robert N. Stanfield (R) Pennsylvania - 1. David A. Reed (R) - 3. George W. Pepper (R) Rhode Island - 1. Peter G. Gerry (D) - 2. Jesse H. Metcalf (R) South Carolina - 2. Coleman Livingston Blease (D) - 3. Ellison D. Smith (D) South Dakota - 2. William H. McMaster (R) - 3. Peter Norbeck (R) Tennessee - 1. Kenneth McKellar (D) - 2. Lawrence Tyson (D) Texas - 1. Earle Bradford Mayfield (D) - 2. Morris Sheppard (D) Utah - 1. William H. King (D) - 3. Reed Smoot (R) Vermont - 1. Frank L. Greene (R) - 3. Porter H. Dale (R) Virginia - 1. Claude A. Swanson (D) - 2. Carter Glass (D) Washington - 1. Clarence Dill (D) - 3. Wesley Livsey Jones (R) West Virginia - 1. Guy D. Goff (R) - 2. Matthew M. Neely (D) Wisconsin - 1. Robert La Follette Sr. (R) bis zum 18. Juni 1925 - Robert M. La Follette Jr. (R) ab dem 30. September 1925 - 3. Irvine Lenroot (R) Wyoming - 1. John B. Kendrick (D) - 2. Francis E. Warren (R) |

## Mitglieder des Repräsentantenhauses
Folgende Kongressabgeordnete vertraten im 69. Kongress die Interessen ihrer jeweiligen Bundesstaaten:
| Alabama 10 Wahlbezirke - 1. John McDuffie (D) - 2. J. Lister Hill (D) - 3. Henry B. Steagall (D) - 4. Lamar Jeffers (D) - 5. William B. Bowling (D) - 6. William Bacon Oliver (D) - 7. Miles C. Allgood (D) - 8. Edward B. Almon (D) - 9. George Huddleston (D) - 10. William B. Bankhead (D) Arizona Staatsweite Wahl - Carl Hayden (D) Arkansas 7 Wahlbezirke. - 1. William J. Driver (D) - 2. William Allan Oldfield (D) - 3. John N. Tillman (D) - 4. Otis Wingo (D) - 5. Heartsill Ragon (D) - 6. James B. Reed (D) - 7. Tilman Bacon Parks (D) Kalifornien 11 Wahlbezirke. - 1. Clarence F. Lea (D) - 2. John E. Raker (D) bis zum 22. Januar 1926 - Harry Lane Englebright (R) ab dem 31. August 1926 - 3. Charles F. Curry (R) - 4. Florence Prag Kahn (R) - 5. Lawrence J. Flaherty (R) bis zum 13. Juni 1926 - Richard J. Welch (R) ab dem 31. August 1926 - 6. Albert E. Carter (R) - 7. Henry E. Barbour (R) - 8. Arthur M. Free (R) - 9. Walter F. Lineberger (R) - 10. John D. Fredericks (R) - 11. Phil Swing (R) Colorado 4 Wahlbezirke - 1. William N. Vaile (R) - 2. Charles B. Timberlake (R) - 3. Guy U. Hardy (R) - 4. Edward T. Taylor (D) Connecticut 5 Wahlbezirke - 1. E. Hart Fenn (R) - 2. Richard P. Freeman (R) - 3. John Q. Tilson (R) - 4. Schuyler Merritt (R) - 5. James P. Glynn (R) Delaware Staatsweite Wahl - Robert G. Houston (R) Florida 4 Wahlbezirke - 1. Herbert J. Drane (D) - 2. Robert A. Green (D) - 3. John H. Smithwick (D) - 4. William J. Sears (D) Georgia 12 Wahlbezirke - 1. Charles Gordon Edwards (D) - 2. Edward E. Cox (D) - 3. Charles R. Crisp (D) - 4. William C. Wright (D) - 5. William D. Upshaw (D) - 6. Samuel Rutherford (D) - 7. Gordon Lee (D) - 8. Charles Hillyer Brand (D) - 9. Thomas Montgomery Bell (D) - 10. Carl Vinson (D) - 11. William Chester Lankford (D) - 12. William Washington Larsen (D) Idaho 2 Wahlbezirke - 1. Burton L. French (R) - 2. Addison T. Smith (R) Illinois 25 Wahlbezirke. Außerdem wurden zwei Abgeordnete staatsweit gewählt - 1. Martin B. Madden (R) - 2. Morton D. Hull (R) - 3. Elliott W. Sproul (R) - 4. Thomas A. Doyle (D) - 5. Adolph J. Sabath (D) - 6. John J. Gorman (R) - 7. M. Alfred Michaelson (R) - 8. Stanley H. Kunz (D) - 9. Frederick A. Britten (R) - 10. Carl R. Chindblom (R) - 11. Frank R. Reid (R) - 12. Charles Eugene Fuller (R) bis zum 25. Juni 1926, danach blieb der Sitz vakant - 13. William Richard Johnson (R) - 14. John Clayton Allen (R) - 15. Edward John King (R) - 16. William E. Hull (R) - 17. Frank H. Funk (R) - 18. William P. Holaday (R) - 19. Charles Adkins (R) - 20. Henry T. Rainey (D) - 21. Loren E. Wheeler (R) - 22. Edward M. Irwin (R) - 23. William W. Arnold (D) - 24. Thomas Sutler Williams (R) - 25. Edward E. Denison (R) - 26. Henry Riggs Rathbone (R) staatsweit gewählt - 27. Richard Yates (R) staatsweit gewählt Indiana 13 Wahlbezirke - 1. Harry E. Rowbottom (R) - 2. Arthur H. Greenwood (D) - 3. Frank Gardner (D) - 4. Harry C. Canfield (D) - 5. Noble J. Johnson (R) - 6. Richard N. Elliott (R) - 7. Ralph E. Updike (R) - 8. Albert Henry Vestal (R) - 9. Fred S. Purnell (R) - 10. William Robert Wood (R) - 11. Albert R. Hall (R) - 12. David Hogg (R) - 13. Andrew J. Hickey (R) Iowa 11 Wahlbezirke - 1. William F. Kopp (R) - 2. F. Dickinson Letts (R) - 3. Thomas J. B. Robinson (R) - 4. Gilbert N. Haugen (R) - 5. Cyrenus Cole (R) - 6. C. William Ramseyer (R) - 7. Cassius C. Dowell (R) - 8. Lloyd Thurston (R) - 9. William R. Green (R) - 10. Lester J. Dickinson (R) - 11. William D. Boies (R) Kansas 8 Wahlbezirke. - 1. Daniel Anthony Jr. (R) - 2. Chauncey B. Little (D) - 3. William H. Sproul (R) - 4. Homer Hoch (R) - 5. James G. Strong (R) - 6. Hays B. White (R) - 7. Jasper N. Tincher (R) - 8. William Augustus Ayres (D) Kentucky 11 Wahlbezirke - 1. Alben W. Barkley (D) - 2. David Hayes Kincheloe (D) - 3. Robert Y. Thomas (D) bis zum 3. September 1925 - John William Moore (D) ab dem 26. Dezember 1925 - 4. Ben Johnson (D) - 5. Maurice Thatcher (R) - 6. Arthur B. Rouse (D) - 7. Virgil Chapman (D) - 8. Ralph Gilbert (D) - 9. Fred M. Vinson (D) - 10. John W. Langley (R) bis zum 11. Januar 1926 - Andrew Jackson Kirk (R) ab dem 13. Februar 1926 - 11. John M. Robsion (R) Louisiana 8 Wahlbezirke - 1. James O’Connor (D) - 2. James Z. Spearing (D) - 3. Whitmell P. Martin (D) - 4. John N. Sandlin (D) - 5. Riley J. Wilson (D) - 6. Bolivar E. Kemp (D) - 7. Ladislas Lazaro (D) - 8. James Benjamin Aswell (D) Maine 4 Wahlbezirke - 1. Carroll L. Beedy (R) - 2. Wallace H. White (R) - 3. John E. Nelson (R) - 4. Ira G. Hersey (R) Maryland 6 Wahlbezirke. - 1. Thomas Alan Goldsborough (D) - 2. Millard Tydings (D) - 3. John Hill (R) - 4. John Charles Linthicum (D) - 5. Stephen Warfield Gambrill (D) - 6. Frederick Nicholas Zihlman (R) Massachusetts 16 Wahlbezirke - 1. Allen T. Treadway (R) - 2. George B. Churchill (R) bis zum 1. Juli 1925 - Henry L. Bowles (R) ab dem 29. September 1925 - 3. Frank H. Foss (R) - 4. George R. Stobbs (R) - 5. John Jacob Rogers (R) bis zum 28. März 1925 - Edith Nourse Rogers (R) ab dem 30. Juni 1925 - 6. Abram Andrew (R) - 7. William P. Connery (D) - 8. Harry Irving Thayer (R) bis zum 10. März 1926 - Frederick W. Dallinger (R) ab dem 2. November 1926 - 9. Charles L. Underhill (R) - 10. John J. Douglass (D) - 11. George H. Tinkham (R) - 12. James A. Gallivan (D) - 13. Robert Luce (R) - 14. Louis A. Frothingham (R) - 15. Joseph William Martin (R) - 16. Charles L. Gifford (R) Michigan 13 Wahlbezirke - 1. John B. Sosnowski (R) - 2. Earl C. Michener (R) - 3. Arthur B. Williams (R) bis zum 1. Mai 1925 - Joseph L. Hooper (R) ab dem 18. August 1925 - 4. John C. Ketcham (R) - 5. Carl E. Mapes (R) - 6. Grant M. Hudson (R) - 7. Louis C. Cramton (R) - 8. Bird J. Vincent (R) - 9. James C. McLaughlin (R) - 10. Roy O. Woodruff (R) - 11. Frank D. Scott (R) - 12. W. Frank James (R) - 13. Clarence J. McLeod (R) Minnesota 10. Wahlbezirke - 1. Allen J. Furlow (R) - 2. Frank Clague (R) - 3. August H. Andresen (R) - 4. Oscar Keller (R) - 5. Walter Newton (R) - 6. Harold Knutson (R) - 7. Ole J. Kvale (Farmer Labor Party) - 8. William Leighton Carss (Farmer Labor Party) - 9. Knud Wefald (Farmer Labor Party) - 10. Godfrey G. Goodwin (R) Mississippi 8 Wahlbezirke - 1. John E. Rankin (D) - 2. Bill G. Lowrey (D) - 3. William M. Whittington (D) - 4. T. Jeff Busby (D) - 5. Ross A. Collins (D) - 6. T. Webber Wilson (D) - 7. Percy Quin (D) - 8. James William Collier (D) Missouri 16 Wahlbezirke - 1. Milton A. Romjue (D) - 2. Ralph F. Lozier (D) - 3. Jacob L. Milligan (D) - 4. Charles L. Faust (R) - 5. Edgar C. Ellis (R) - 6. Clement C. Dickinson (D) - 7. Samuel C. Major (D) - 8. William L. Nelson (D) - 9. Clarence Cannon (D) - 10. Cleveland A. Newton (R) - 11. Harry B. Hawes (D) bis zum 15. Oktober 1926 - John J. Cochran (D) ab dem 2. November 1926 - 12. Leonidas C. Dyer (R) - 13. Charles Edward Kiefner (R) - 14. Ralph Emerson Bailey (R) - 15. Joe J. Manlove (R) - 16. Thomas L. Rubey (D) Montana 2 Wahlbezirke - 1. John M. Evans (D) - 2. Scott Leavitt (R) | Nebraska 6 Wahlbezirke - 1. John H. Morehead (D) - 2. Willis G. Sears (R) - 3. Edgar Howard (D) - 4. Melvin O. McLaughlin (R) - 5. Ashton C. Shallenberger (D) - 6. Robert G. Simmons (R) Nevada Staatsweite Wahl - Samuel S. Arentz (R) New Hampshire 2 Wahlbezirke - 1. Fletcher Hale (R) - 2. Edward Hills Wason (R) New Jersey 12 Wahlbezirke - 1. Francis F. Patterson (R) - 2. Isaac Bacharach (R) - 3. Stewart H. Appleby (R) ab dem 3. November 1925 - 4. Charles Aubrey Eaton (R) - 5. Ernest R. Ackerman (R) - 6. Randolph Perkins (R) - 7. George N. Seger (R) - 8. Herbert W. Taylor (R) - 9. Franklin W. Fort (R) - 10. Frederick R. Lehlbach (R) - 11. Oscar L. Auf der Heide (D) - 12. Mary Teresa Norton (D) New Mexico Staatsweite Wahl - John Morrow (D) New York 43 Wahlbezirke - 1. Robert L. Bacon (R) - 2. John J. Kindred (D) - 3. George W. Lindsay (D) - 4. Thomas H. Cullen (D) - 5. Loring M. Black (D) - 6. Andrew Lawrence Somers (D) - 7. John Quayle (D) - 8. William E. Cleary (D) - 9. David J. O’Connell (D) - 10. Emanuel Celler (D) - 11. Anning Smith Prall (D) - 12. Samuel Dickstein (D) - 13. Christopher D. Sullivan (D) - 14. Nathan David Perlman (R) - 15. John J. Boylan (D) - 16. John J. O’Connor (D) - 17. Ogden L. Mills (R) - 18. John F. Carew (D) - 19. Sol Bloom (D) - 20. Fiorello LaGuardia (American Labor Party) - 21. Royal Hurlburt Weller (D) - 22. Anthony J. Griffin (D) - 23. Frank Oliver (D) - 24. Benjamin L. Fairchild (R) - 25. J. Mayhew Wainwright (R) - 26. Hamilton Fish III (R) - 27. Harcourt J. Pratt (R) - 28. Parker Corning (D) - 29. James S. Parker (R) - 30. Frank Crowther (R) - 31. Bertrand Snell (R) - 32. Thaddeus C. Sweet (R) - 33. Frederick Morgan Davenport (R) - 34. Harold S. Tolley (R) - 35. Walter W. Magee (R) - 36. John Taber (R) - 37. Gale H. Stalker (R) - 38. Meyer Jacobstein (D) - 39. Archie D. Sanders (R) - 40. S. Wallace Dempsey (R) - 41. Clarence MacGregor (R) - 42. James M. Mead (D) - 43. Daniel A. Reed (R) North Carolina 10 Wahlbezirke - 1. Lindsay Carter Warren (D) - 2. John H. Kerr (D) - 3. Charles Laban Abernethy (D) - 4. Edward W. Pou (D) - 5. Charles Manly Stedman (D) - 6. Homer L. Lyon (D) - 7. William C. Hammer (D) - 8. Robert L. Doughton (D) - 9. Alfred L. Bulwinkle (D) - 10. Zebulon Weaver (D) North Dakota 3 Wahlbezirke - 1. Olger B. Burtness (R) - 2. Thomas Hall (R) - 3. James H. Sinclair (R) Ohio 22 Wahlbezirke - 1. Nicholas Longworth (R) - 2. Ambrose E. B. Stephens (R) bis zum 12. Februar 1927, danach blieb der Sitz vakant - 3. Roy G. Fitzgerald (R) - 4. William T. Fitzgerald (R) - 5. Charles J. Thompson (R) - 6. Charles Cyrus Kearns (R) - 7. Charles Brand (R) - 8. Thomas B. Fletcher (D) - 9. William W. Chalmers (R) - 10. Thomas A. Jenkins (R) - 11. Mell G. Underwood (D) - 12. John C. Speaks (R) - 13. James T. Begg (R) - 14. Martin Davey (D) - 15. C. Ellis Moore (R) - 16. John McSweeney (D) - 17. William Mitchell Morgan (R) - 18. B. Frank Murphy (R) - 19. John G. Cooper (R) - 20. Charles A. Mooney (D) - 21. Robert Crosser (D) - 22. Theodore E. Burton (R) Oklahoma 8 Wahlbezirke - 1. Samuel J. Montgomery (R) - 2. William W. Hastings (D) - 3. Charles D. Carter (D) - 4. Thomas D. McKeown (D) - 5. Fletcher B. Swank (D) - 6. Elmer Thomas (D) - 7. James V. McClintic (D) - 8. Milton C. Garber (R) Oregon 3 Wahlbezirke - 1. Willis C. Hawley (R) - 2. Nicholas J. Sinnott (R) - 3. Maurice E. Crumpacker (R) Pennsylvania 36 Wahlbezirke - 1. William Scott Vare (R) - 2. George Scott Graham (R) - 3. Harry C. Ransley (R) - 4. Benjamin M. Golder (R) - 5. James J. Connolly (R) - 6. George Austin Welsh (R) - 7. George P. Darrow (R) - 8. Thomas S. Butler (R) - 9. Henry Winfield Watson (R) - 10. William Walton Griest (R) - 11. Laurence Hawley Watres (R) - 12. Edmund Nelson Carpenter (R) - 13. George F. Brumm (R) - 14. Charles Joseph Esterly (R) - 15. Louis Thomas McFadden (R) - 16. Edgar Raymond Kiess (R) - 17. Frederick William Magrady (R) - 18. Edward M. Beers (R) - 19. Joshua William Swartz (R) - 20. Anderson Howell Walters (R) - 21. Jacob Banks Kurtz (R) - 22. Franklin Menges (R) - 23. William Irvin Swoope (R) - 24. Samuel Austin Kendall (R) - 25. Henry Wilson Temple (R) - 26. Thomas Wharton Phillips (R) - 27. Nathan Leroy Strong (R) - 28. Harris Jacob Bixler (R) - 29. Milton William Shreve (R) - 30. William R. Coyle (D) - 31. Adam Martin Wyant (R) - 32. Stephen Geyer Porter (R) - 33. Melville Clyde Kelly (R) - 34. John M. Morin (R) - 35. James McDevitt Magee (R) - 36. Guy Edgar Campbell (R) Rhode Island 3 Wahlbezirke - 1. Clark Burdick (R) - 2. Richard S. Aldrich (R) - 3. Jeremiah E. O’Connell (D) South Carolina 7 Wahlbezirke. - 1. Thomas S. McMillan (D) - 2. Butler B. Hare (D) - 3. Frederick H. Dominick (D) - 4. John J. McSwain (D) - 5. William F. Stevenson (D) - 6. Allard H. Gasque (D) - 7. Hampton P. Fulmer (D) South Dakota 3 Wahlbezirke - 1. Charles A. Christopherson (R) - 2. Royal C. Johnson (R) - 3. William Williamson (R) Tennessee 10 Wahlbezirke - 1. Brazilla Carroll Reece (R) - 2. J. Will Taylor (R) - 3. Sam D. McReynolds (D) - 4. Cordell Hull (D) - 5. Ewin L. Davis (D) - 6. Joseph W. Byrns (D) - 7. Edward Everett Eslick (D) - 8. Gordon Browning (D) - 9. Finis J. Garrett (D) - 10. Hubert Fisher (D) Texas 18 Wahlbezirke - 1. Eugene Black (D) - 2. John C. Box (D) - 3. Morgan G. Sanders (D) - 4. Sam Rayburn (D) - 5. Hatton W. Sumners (D) - 6. Luther Alexander Johnson (D) - 7. Clay Stone Briggs (D) - 8. Daniel E. Garrett (D) - 9. Joseph J. Mansfield (D) - 10. James P. Buchanan (D) - 11. Tom Connally (D) - 12. Fritz G. Lanham (D) - 13. Guinn Williams (D) - 14. Harry M. Wurzbach (R) - 15. John Nance Garner (D) - 16. Claude Benton Hudspeth (D) - 17. Thomas L. Blanton (D) - 18. John Marvin Jones (D) Utah 2 Wahlbezirke - 1. Don B. Colton (R) - 2. Elmer O. Leatherwood (R) Vermont 2 Wahlbezirke - 1. Elbert S. Brigham (R) - 2. Ernest Gibson (R) Virginia 10 Wahlbezirke - 1. S. Otis Bland (D) - 2. Joseph T. Deal (D) - 3. Andrew Jackson Montague (D) - 4. Patrick H. Drewry (D) - 5. Joseph Whitehead (D) - 6. Clifton A. Woodrum (D) - 7. Thomas W. Harrison (D) - 8. R. Walton Moore (D) - 9. George C. Peery (D) - 10. Henry St. George Tucker III (D) Washington 5 Wahlbezirke - 1. John Franklin Miller (R) - 2. Lindley H. Hadley (R) - 3. Albert Johnson (R) - 4. John W. Summers (R) - 5. Samuel B. Hill (D) West Virginia 6 Wahlbezirke - 1. Carl G. Bachmann (R) - 2. Frank L. Bowman (R) - 3. John M. Wolverton (R) - 4. Harry C. Woodyard (R) - 5. James F. Strother (R) - 6. J. Alfred Taylor (D) Wisconsin 11 Wahlbezirke - 1. Henry A. Cooper (R) - 2. Edward Voigt (R) - 3. John M. Nelson (R) - 4. John C. Schafer (R) - 5. Victor L. Berger (Sozialist) - 6. Florian Lampert (R) - 7. Joseph D. Beck (R) - 8. Edward E. Browne (R) - 9. George J. Schneider (R) - 10. James A. Frear (R) - 11. Hubert H. Peavey (R) Wyoming Staatsweite Wahlen - Charles E. Winter (R) |

Nicht stimmberechtigte Mitglieder im Repräsentantenhaus:
- Alaska-Territorium: Daniel Sutherland (R)
- Hawaii-Territorium: William Paul Jarrett (D)
- Philippinen: 
  - Pedro Guevara
  - Isauro Gabaldon
- Puerto Rico: Félix Córdova Dávila